# Manuel Antônio de Almeida

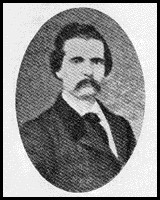
Manuel Antônio de Almeida

Manuel Antônio de Almeida (n. 17 noiembrie 1831, Rio de Janeiro - d. 28 noiembrie 1861, Macaé) a fost jurnalist și prozator brazilian.

## Opera
Memoriile unui sergent de poliție ("Memórias de um sargento de milicías") este unicul său roman.
Umorul popular și viziunea realistă contrastează cu romantismul specific scrierilor epocii. 